# Dom podcieniowy nr 6 w Żuławkach
Dom podcieniowy nr 6 w Żuławkach – tzw. Danziger Kopf, budynek należący do trzeciego typu domów podcieniowych, znajdujący się w Żuławkach, w którym podcień przylega centralnie do ściany wzdłużnej budynku.
Jest to średniej wielkości dom podcieniowy o powierzchni ponad 700 m². Układ wnętrza zachowany, klasyczny typowy dla innych domów podcieniowych typu trzeciego. Nieruchomość znajduje się w krajowym rejestrze zabytków pod nr 614 od 1972 r. Jest jednym z najlepiej zachowanych domów podcieniowych na Żuławach Wiślanych.

## Charakterystyka

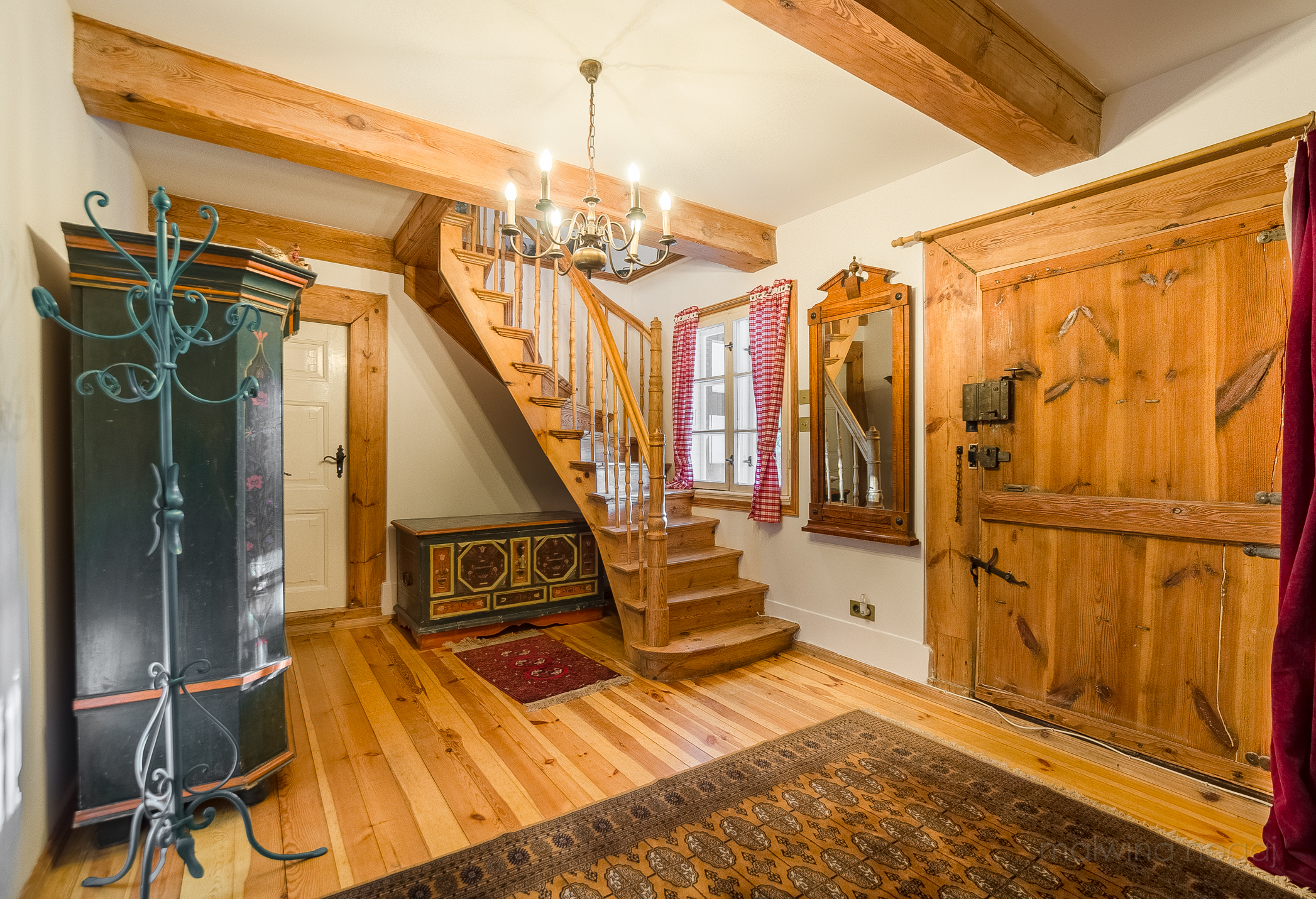
Sień reprezentacyjna, widoczne meble z pocz. XIX w. z terenów Dolnego Powiśla. Fot. M. Nogaj

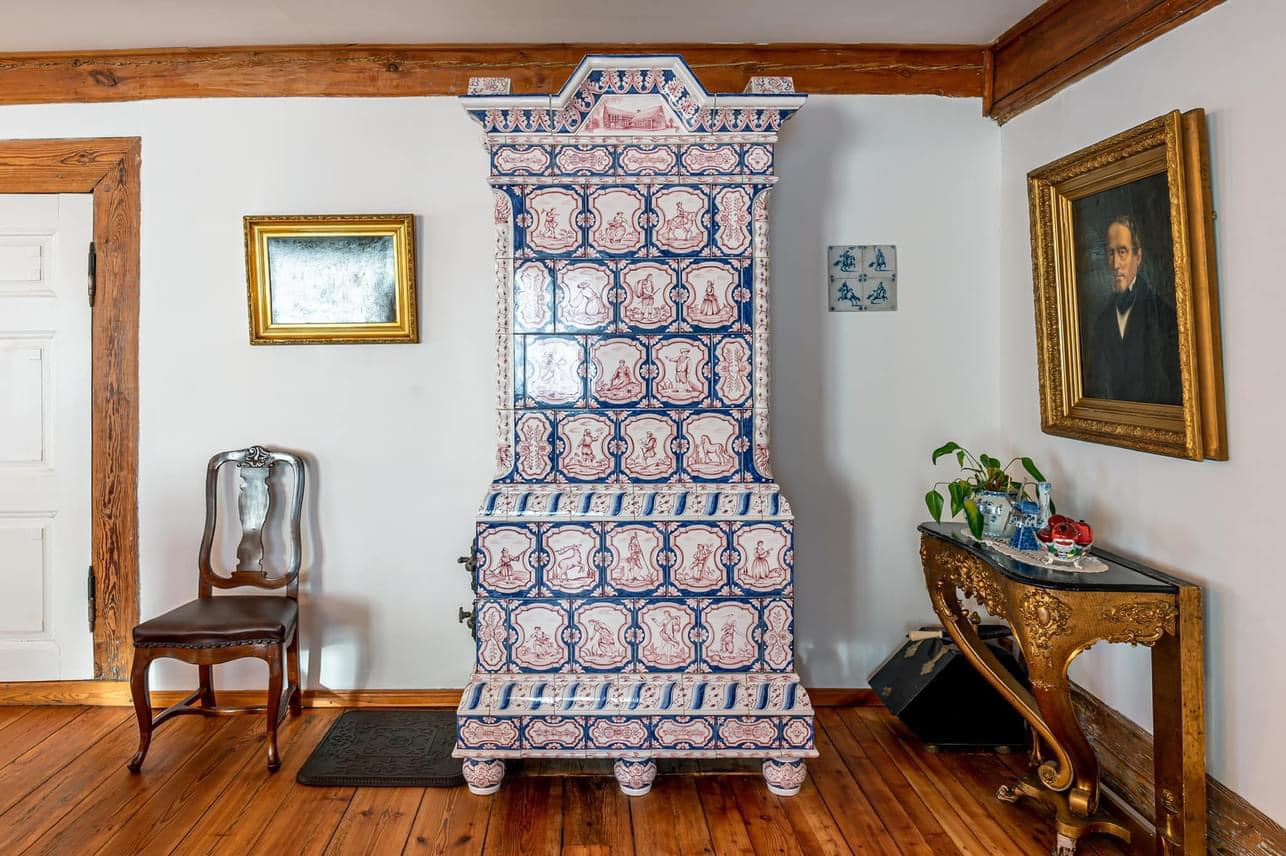
Piec kaflowy w stylu piecy elblaskich z XVIII w. znajdujący się w Wielkiej Izbie. Fot. Piotr Lemański

Dom barokowo-klasycystyczny, pochodzący z XVIII w., gruntownie przebudowany w 1825 r., kiedy dobudowano reprezentacyjny podcień oraz dodano elementy klasycystyczne takie jak schody wewnętrzne w sieni reprezentacyjnej, nowe obicie drzwi wejściowych oraz klasycystyczną stolarkę na poziomie parteru. O przebudowie informuje belka nadprożowa wymieniająca głównego inwestora oraz inicjały głównego projektanta/cieślę („Peter Epp, Bauherr, A.K. B.M. 1825”). W starszej części domu zachowało się wiele elementów barokowych takich jak stolarka drzwiowa z okuciami z zakładów elbląskich bądź gdańskich z początku XVIII wieku. Aktualnie dom w całości wyposażony jest w bogatą kolekcję mebli elbląskich i gdańskich, mebli ludowych z Dolnego Powiśla oraz klasycystycznych i barokowych mebli z XVIII i XIX w. pochodzących z terenów północnych Niemiec. Zbiory uzupełnia Kolekcja fliz holenderskich z lat 1630-1780.
Podcień dwukondygnacyjny domu wsparty jest na 6 masywnych słupach spiętych górą wyciętymi w łuk mieczami z centralnie podwieszonym zwornikiem. Gzyms odsłaniający górną belkę oczepu wygierowany na odcinku 4 środkowych słupów, podobnie na ścianach bocznych podcienia. Wygierowanie ma kształt znany jako Danziger Kopf ( po polsku Gdańska Głowa), element charakterystyczny dla szaf gdańskich wykorzystywany dla odróżnienia ich od mebli hamburskich i lubeckich. Piętro podcienia dwuosiowe o prostym układzie rygli wypełnionych cegłą holenderką; nad piętrem 1-osiowy szczyt z półkolistym okienkiem na osi. Bryła korpusu parterowa z wysokim dachem dwuspadowym, krytym dachówką holenderką. Elewacje drewniane na tynkowanym cokole, zwieńczone profilowanym gzymsem podokapowym, naroża ujęte pionowo deskami w formie pilastrów; w ścianach wzdłużnych pod gzymsem wyprowadzone profilowane końcówki belek stropowych; szczyty ścian bocznych i podcienia odeskowane pionowo na nakładkę. Elewacja zachodnia (frontowa) 6-osiowa, w trzeciej osi wejście (drzwi jednoskrzydłowe, płycinowo-ramowe, dzielone w poziomie). Środkowa część (osie od drugiej do czwartej) przysłonięta podcieniem. Elewacja tylna (wsch.) 6-osiowa, wejście w osi 2 od północy, flankowane dwoma wąskimi okienkami; wejście wraz ze skrajnym północnym oknem przysłonięte parterową przybudówką z lat 60. XX wieku, nakrytą pulpitowym dachem. Elewacje boczne, szczytowe, 3-osiowe (osie parteru i szczytu nie pokrywają się).
Budynek wzniesiony w zagrodzie, w której zachowała się ceglana obora z 1923 r. Drewniana stodoła została rozebrana w roku 1967.

## Flizy holenderskie

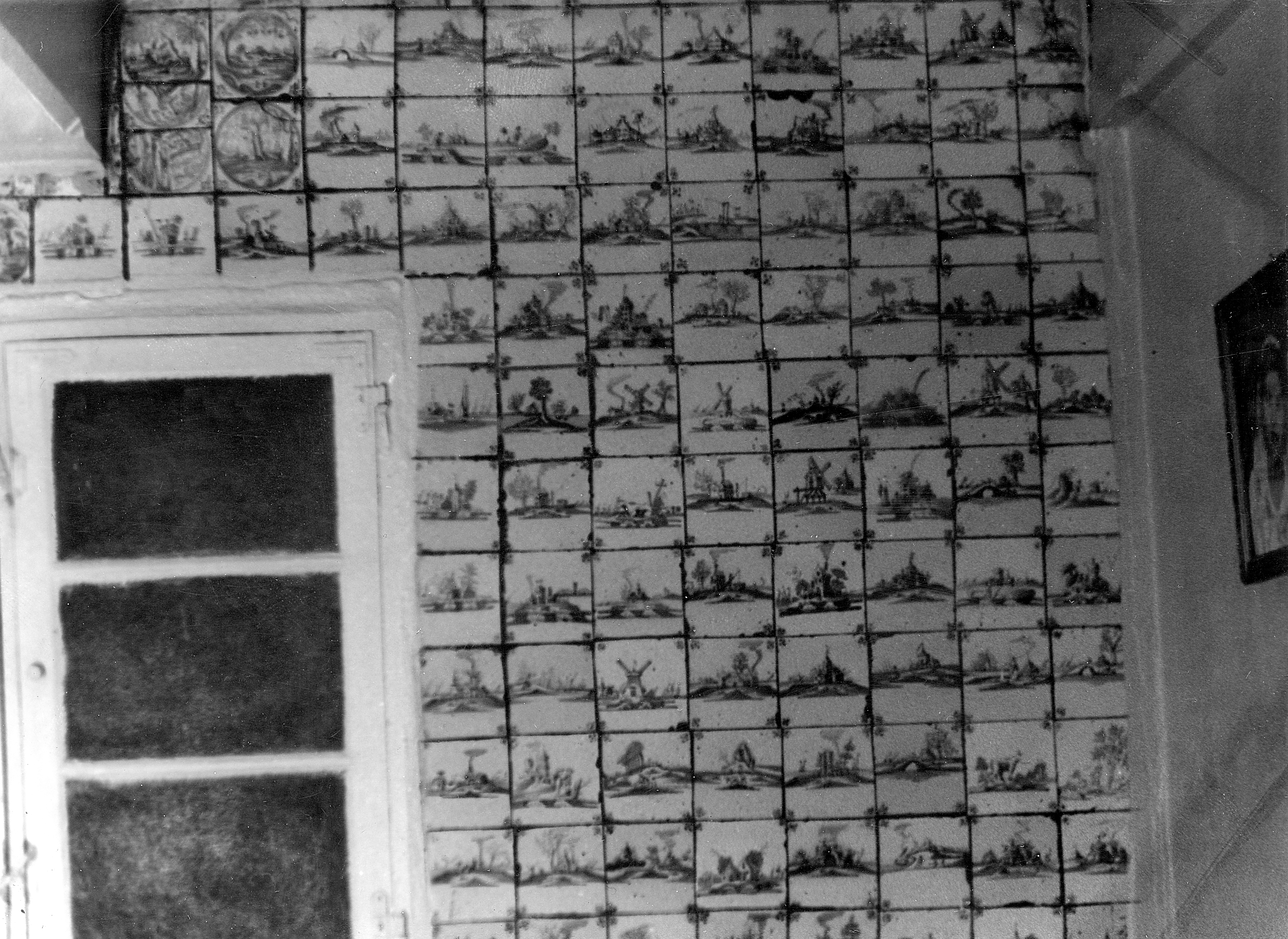
Flizy holenderskie, 1978 r.

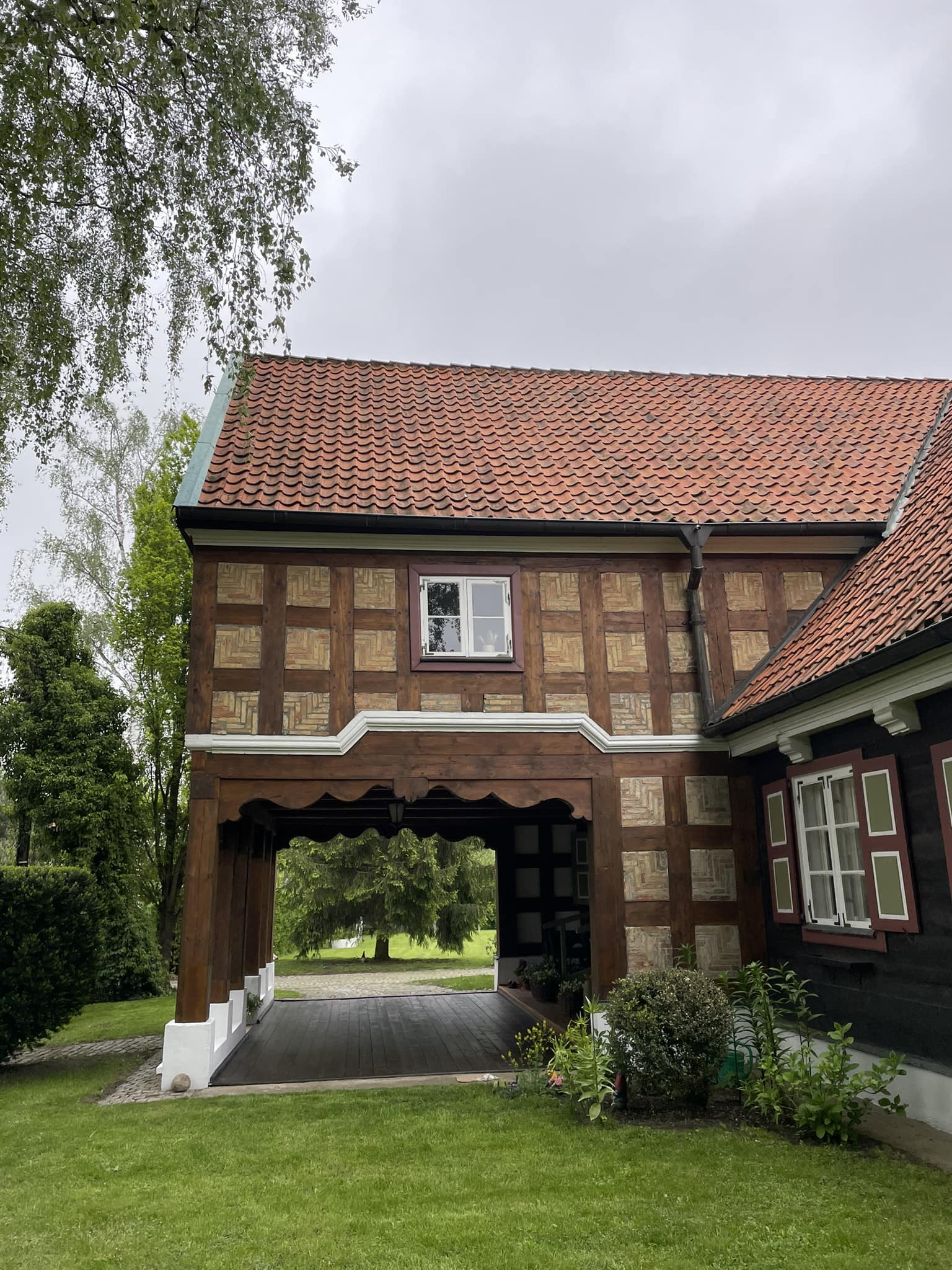
Podcień domu

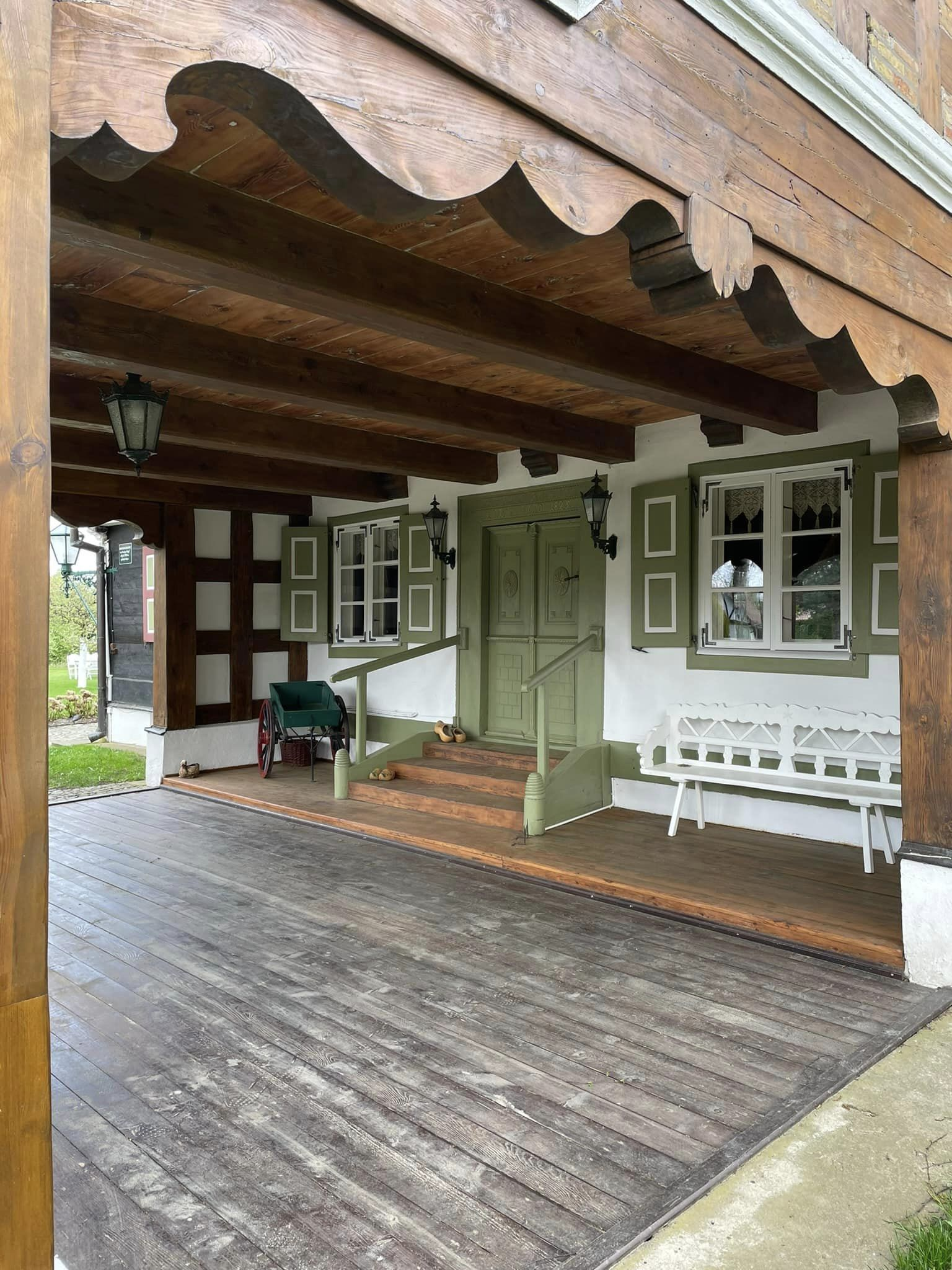
Wejście frontowe w podcieniu. Fot. MW

W domu podcieniowym nr 6 zachowało się w pomieszczeniu przylegającym do czarnej kuchni 96 bardzo różnorodnych holenderskich fliz. Powstały one w latach ok. 1630–1780 w Amsterdamie, Rotterdamie, Harlingen oraz Utrechcie i wyobrażają żołnierzy, jeźdźców, zabawy dziecięce, statki, sceny biblijne (histories met boom), sceny pasterskie oraz pejzaże w ośmiobocznym obramowaniu „nakrapianym” (gesprenkeld). Ponadto ocalało 158 płytek zdobiących kiedyś pomieszczenie z oknem doświetlającym czarną kuchnię. Przedstawiają one ludzi (zawody), zabawy dziecięce, istoty morskie, zwierzęta, jeźdźców, sceny pasterskie, biblijne oraz pejzażowe. Łącznie z prywatną kolekcją aktualnych właścicieli, państwa Wiśniewskich, w domu udało się zgromadzić ponad 1000 fliz. W 2020 zakończono prace renowacyjne mające na celu przywrócenie pełnego olicowania ściany połączenia białej kuchni, które dokumentuje archiwalne zdjęcie z 1978 roku. Ściana została dodatkowo wzbogacona o flizy z XVIII wieku, głównie z motywami biblijnymi.
Dodatkowo, również w 2020r., oddano do użytkowania łazienkę, znajdującą się w pomieszczeniu czarnej kuchni. Flizy są autorstwem dwóch pracowni Ceramika Pruszyńscy oraz Ceramika Malborska. Inspiracją był sam dom (część fliz to kopie oryginałów, które zdobią białą kuchnię) oraz umywalnia na Zamku Wysokim w Zamku w Malborku, która powstała pod koniec XIX wieku z okazji wizyty cesarza Wilhelma II we wrześniu 1894r. Projekt jest wzorowany na projekcie Conrada Steinbrechta. Kolorowe płytki to kopie fliz (1:1) z Kałdowy autorstwa Carla Kuhnda, które nawiązywały do gotyckich motywów. Szachownica to z kolei typowe wykończenie podłóg w XVII i XVIII wieku.

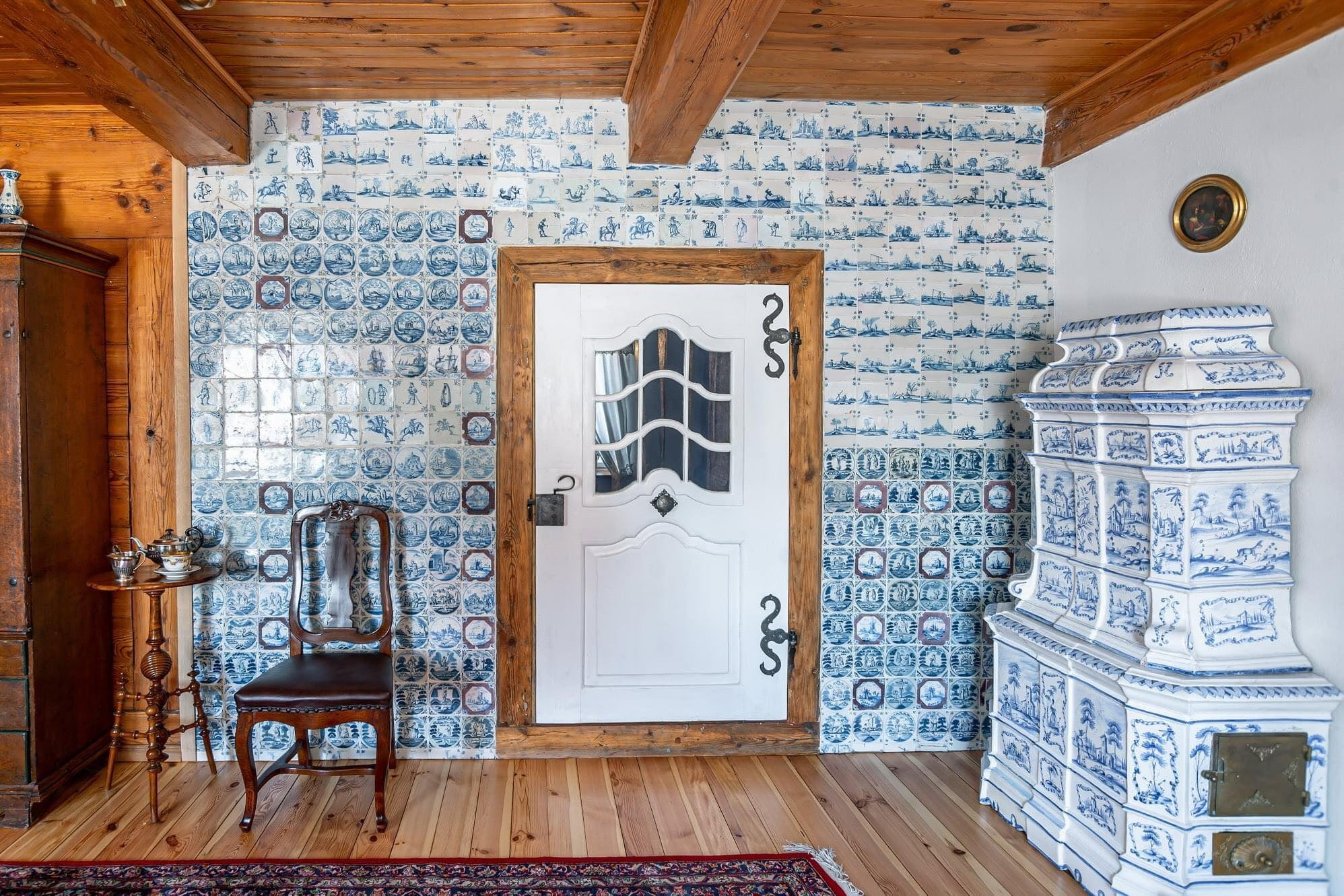
Flizy holenderskie na ścianie białej kuchni po pracach renowacyjnych w 2020r. Fot. Piotr Lemański

## Właściciele
Pierwszym ustalonym właścicielem i fundatorem przebudowy głównej domu był mennonita niemieckiego pochodzenia, Peter Epp (ur. 3 lutego 1776, zm. 16 marca 1837). Jego żoną była Sara Anders (zmarła 3 grudnia 1845 r. mając 72 lata, 11 miesięcy i 19 dni. Ich jedyna córka, Sara Epp, zmarła w 1809 r.) W społeczności mennonickiej Peter Epp należał do starszyzny i posiadał status kaznodziei. Dom do 1945 r. nieprzerwanie należał do bogatych mennonickich rodzin pochodzących głównie z terenów północnych Niemiec. Ustalonymi właścicielami byli: Peter Epp z Żuławek, bezdzietny Hermann Wienss, od 1912 r. przysposobiona córka Wienssa – Anna Penner z Palczewa (ur. 18 października 1892 r.) i jej mąż Aron Hamm z Żuławek (ur. 3 marca 1886 r., zm. 29 lipca 1954 r.) ; kolejnym mieszkańcem domu był Hans Aron Hamm – ur. 19 maja 1913 w Gdańsku-Wrzeszczu, zm. 1 stycznia 1993 w Bonn), oraz jego rodzeństwo: Else Hamm (ur. 25 lutego 1915 r.), Bruno Hamm (ur. 9 lipca 1922 r.) oraz Werner Hamm (ur. 16 września 1926 r.).
Po 1945 r. właścicielem domu został Marian Rostkowski. Następnie należał on do Stanisława Bruzdy, który odsprzedał go Władysławowi Romanowskiemu, i który przeprowadził, pod nadzorem konserwatora A. Milkiewicza, gruntowny remont domu. Za prace renowacyjne oraz sposób jego zagospodarowania w 1985 r. Romanowski otrzymał I nagrodę Ministra Kultury i Sztuki w ogólnopolskim konkursie na najlepszego użytkownika obiektu zabytkowego. W 1991 r. dom stał się własnością Carlo Pavan’a oraz Rozalii Borghesan. Od 2016 r. właścicielem domu jest Mariusz Wiśniewski, współautor i promotor koncepcji utworzenia skansenu in situ na terenie powiatu nowodworskiego we wsiach Żuławki, Drewnica i Przemysław. Obecnemu właścicielowi udało się przywrócić w domu oryginalną kolorystykę stolarki oraz historyczne wyposażenie w postaci regionalnych mebli i sprzętów. 

## Dom podcieniowy nr 6 w Żuławkach obecnie
Dom był bohaterem wielu seriali dokumentalnych o architekturze i turystyce. Realizowano tutaj m.in. odcinki dla francuskiej telewizji Planete Plus („Naturalnie Polska”) oraz japońskiej TBS („Okno na świat”). Dom posłużył również jako plan filmowy dla paradokumentu Sławomira Malinowskigo „Zapomniany Geniusz”, który ukazuje historię twórcy Kanału Elbląskiego - Georga Jacoba Steenke. O domu pisał również żuławski pisarz Andrzej Kasperek w swoim artykule pt. „Skarby architektury drewnianej w Żuławkach” oraz Andrzej Januszajtis w książce „Wędrując ulicami Gdańska”. Dom był przedstawiany również w serialu dokumentalnym w ramach projektu „S.O.S. dla żuławskich domów podcieniowych”, które finansowane było przez Ministerstwo Kultury i Dziedzictwa Narodowego wraz z samorządem Województwa Warmińsko-Mazurskiego.
Oprócz opisywanej w literaturze kolekcji fliz holenderskich, mebli z Elbląga, Gdańska i Dolnego Powiśla z XVIII/XIX w., aktualni właściciele - Mariusz i Katarzyna Wiśniewscy, zebrali bogatą kolekcję sztuki. Są to bardzo zróżnicowane kolekcje impresjonistów, neorenesansowe i biedermeierowe portrety oraz kilka cennych przykładów sztuki flamandzkiej.
W domu Państwa Wiśniewskich organizowane są równego rodzaju kameralne spotkania, koncerty, wieczory autorskie, panele dyskusyjne. Przy tych okazjach wokół domu rośnie coraz szersza grupa przyjaciół domu, w skład której wchodzą historycy, dziennikarze, przedstawiciele nauki i sztuki. Do tej pory wśród promowanych na wydarzeniach twórców znaleźli się: Małgorzata Oliwia Sobczak, Kamil Prabucki, Anja Orthodox, Daniel Kufel oraz Piotr Jan Ulatowski.

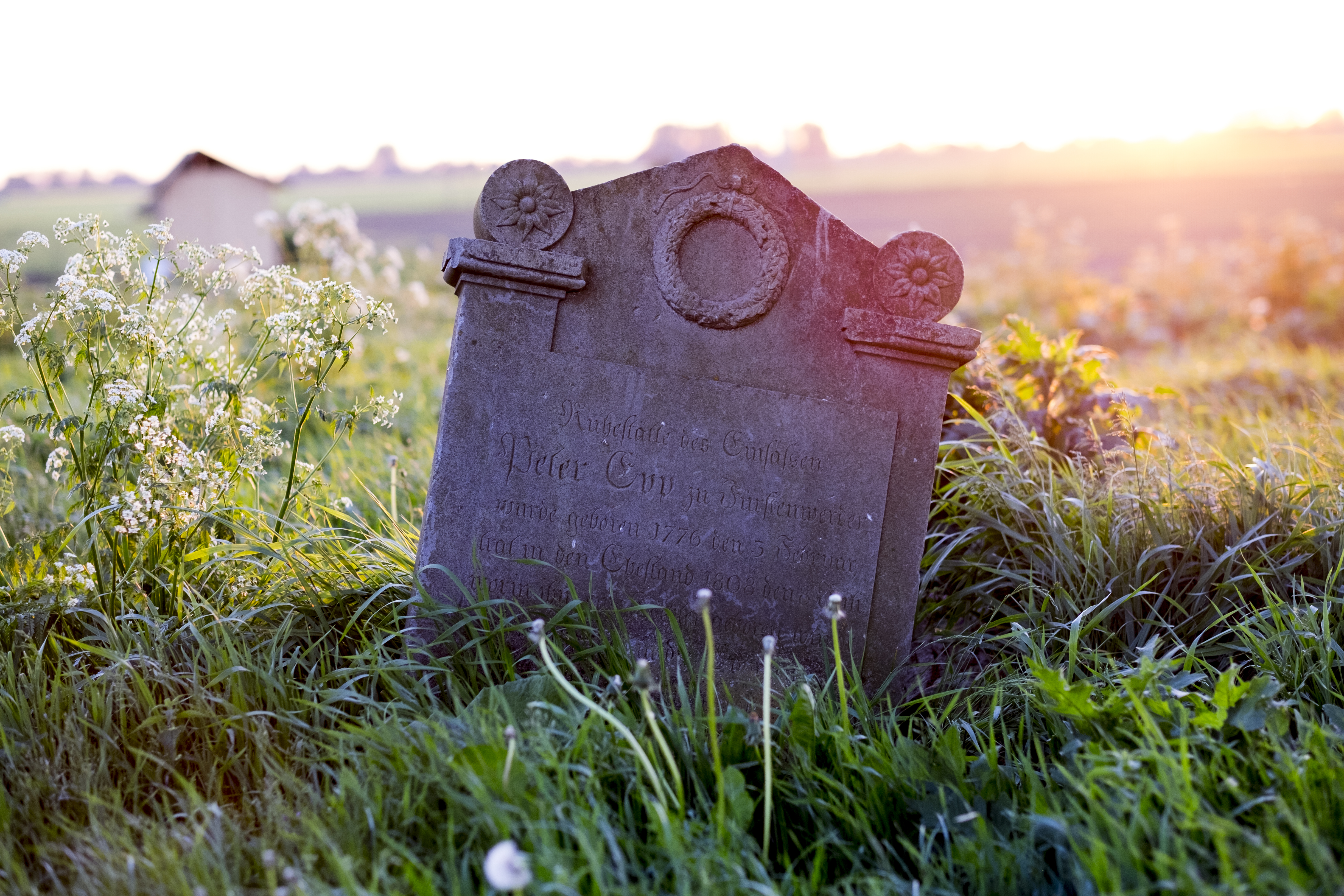
Stella Petera Eppa na cmentarzu mennonickim w Niedźwiedziówce